# 葉篤正
葉 篤正（よう とくせい、1916年2月21日 - 2013年10月16日）は、中華人民共和国の大気物理学者。天津市出身。中国科学院院士。中国気象学会理事長。

## 経歴
原籍は安徽省安慶府懐寧県で、1916年2月21日に天津市に生まれた。天津南開中学を経て、1940年、西南聯合大学を卒業。1943年浙江大学にで理学修士の学位取得。1945年、米国のシカゴ大学に留学し、1948年11月同大学より哲学博士号を授与された。シカゴ大学ではカール＝グスタフ・ロスビー門下。
1950年8月27日、葉篤正は妻の馮慧登と香港行きの客船「ウィルソン大統領号」に乗り、ついに1950年10月に中国に帰りました。同年、中国科学院地球物理研究所の研究員、室長を務めた。その後、中国科学院大気物理研究所の研究員となりました。1966年に文化大革命が勃発し、葉篤正は迫害を受け、紅衛兵から「特務」と告発されました。1978年、中国科学院大気物理研究所所長に任命。1985年、中国気候研究委員会が設立され、葉篤正が主席に就任した。1982年に中国共産党入党。1981年、中国科学院副院長に昇格。
2013年10月16日、北京市で病気のため死去した。97歳。

## 家族
- 曾祖父：葉坤厚、清の河南南汝光道道員
- 祖父：葉伯英、清の陝西巡撫
- 父：葉崇質、清の直轄巡警道、子供は15人（10子、5女）
- 長兄：葉篤仁（葉剛侯）
- 次兄：名前は不明で、早亡した。
- 三兄：葉篤義（中国語版）、政治家
- 四兄：葉篤信
- 五兄：葉篤荘（中国語版）、農学者
- 六哥：葉篤廉（葉方）、中国共産党の党員
- 八弟：空
- 九弟：葉篤成（方実、1917年生）、ボストン大学の教員
- 十弟：名前は不明で、早亡した。
- 十一弟：不詳
- 十二弟：葉篤慎（中国語版）、相声男優
- 長姉、二姉、三姉、四姉：不詳
- 五妹：葉篤柔、教員

## 栄典
- 1980年 - 中国科学院院士
- 1981年 - フィンランド科学アカデミー外籍院士
- 1982年 - イギリス王立気象学会名誉会員
- 1990年 - 米国気象学会名誉会員

## 受賞
- 1987年 - 国家自然科学一等賞
- 1995年 - 何梁何利科学技術進歩賞
- 1995年 - 陳嘉庚地球科学賞
- 2003年 - 国際気象機関賞
- 2005年 - 国家最高科学技術賞